# Nanna Grønnevik
Dina Jewel, née Nanna Grønnevik le 1er février 1978, est une actrice pornographique norvégienne.

## Biographie

### Carrière dans la pornographie
Elle commence sa carrière en Suède en 1996, à cause des restrictions dans son pays quant à la pornographie, puis tourne aux Pays-Bas sous le nom de Valérie. Elle participe ensuite à de nombreuses productions américaines ou européennes et connait un grand succès sous les pseudonymes de Dina Jewel ou de Nanna Gibson. Dès le début de sa carrière, elle s'adonne à des pratiques « hard » (sodomie, DP et gang bang) et aux États-Unis, elle tourne surtout des films du genre gonzo réalisés par John Leslie ou Christopher Alexander. Ses partenaires sont alors Mr. Marcus, Vince Vouyer ou Sean Michaels notamment.

On la retrouve aussi dans quelques productions plus sophistiquées de la société suédoise Private (Sex voyage en 1997) ou de Mario Salieri (Necrofilia et Don Torino en 1998) . En 1999, elle tient le rôle principal dans Opération sexe siège, une  super production dirigée par Nic Cramer qui dispose du plus gros budget jamais alloué à un film pornographique.
Nanna pose aussi dans divers magazines et devient Penthouse Pet of the month en février 1998.

Elle arrête sa carrière en 1999, mais reste encore pendant plusieurs années très présente en vidéo par la réédition de ses scènes dans de nombreuses compilations. Elle est aujourd'hui encore l'actrice X la plus célèbre de Norvège.

### Reconversion
En 2005, Nanna Grønnevik  travaille comme consultante auprès de toxicomanes pour l'agence suédoise du médicament quand son passé d'actrice pornographique est découvert. Un petit scandale s'ensuit qui aboutit au licenciement de son recruteur.

En février 2009 elle crée à Copenhague Jewel Rocks, un club de musique qui mêle strip-tease et hard-rock .

## Récompenses et nominations
nommée:
- 2000 : Hot d'Or – Meilleure actrice européenne –

## Photographies
- Seventeen Special (Pays-Bas), September 1997 "Valerie & Lena" par Finn Hansen
- Penthouse (États-Unis), Février 1998
- Teen Test (Pays-Bas), December 1998 "Valerie - A Natural Talent"
- Seventeen Teen World (Lesbian Teenagers) (Pays-Bas), 1998 "Valerie & Lena" par Finn Hansen